# Liste der Kulturgüter in Niederhünigen
Die Liste der Kulturgüter in Niederhünigen enthält alle Objekte in der Gemeinde Niederhünigen im Kanton Bern, die gemäß der Haager Konvention zum Schutz von Kulturgut bei bewaffneten Konflikten, dem Bundesgesetz vom 20. Juni 2014 über den Schutz der Kulturgüter bei bewaffneten Konflikten sowie der Verordnung vom 29. Oktober 2014 über den Schutz der Kulturgüter bei bewaffneten Konflikten unter Schutz stehen.
Es sind weder A-Objekte noch B-Objekte auf dem Gemeindegebiet ausgewiesen, Objekte der Kategorie C fehlen zurzeit (Stand: 25. März 2024). Unter übrige Baudenkmäler sind Objekte zu finden, die im Bauinventar des Kantons Bern als «schützenswert» verzeichnet sind.

## Übrige Baudenkmäler
Hinweis: Als Objekt-Identifikator (ID) wird die Grundstücksnummer verwendet.
| ID  | Foto |                 | Objekt                             | Typ | Standort                             | Beschreibung |
| --- | ---- | --------------- | ---------------------------------- | --- | ------------------------------------ | ------------ |
| 78  | BW   | Datei hochladen | Bauernhaus (um 1920)               | G   | Grabenweg 1 615381 / 191656          |              |
| 104 | BW   | Datei hochladen | Speicher (1710)                    | G   | Waldmattweg 23a 616323 / 190788      |              |
| 130 | BW   | Datei hochladen | Speicher (1776)                    | G   | Kalchofenstrasse 81a 615518 / 192770 |              |
| 312 | BW   | Datei hochladen | Speicher mit Schopfanbau (18. Jh.) | G   | Dorfstrasse 31 615070 / 191860       |              |
| 313 | BW   | Datei hochladen | Bauernhaus (1789)                  | G   | Dorfstrasse 30 615054 / 191877       |              |
| 370 | BW   | Datei hochladen | Speicher (1700)                    | G   | Unterdorfstrasse 6a 615004 / 191977  |              |

Hinweis zur Legende: Anstelle der KGS-Nummer wird als Objekt-Identifikator (ID) die Grundstücksnummer verwendet.